# 14179 Skinner
14179 Skinner (1998 VM32) là một tiểu hành tinh vành đai chính được phát hiện ngày 15 tháng 11 năm 1998 bởi Ian P. Griffin ở Cocoa.